# Llengua de signes de Mardin
Llengua de signes de Mardin és una llengua de signes de Turquia. Sigui al principi parlat en la ciutat de Mardin, datant enrere com a mínim cinc generacions en una família estesa sola. Tots els parlants ara viuen en Esmirna o Istanbul, i la generació més jove ha canviat a Llengua de signes turca.